# Huth Gergely
Huth Gergely (Budapest, 1977. január 7. –) magyar újságíró, főszerkesztő, dokumentumfilm-rendező. 

## Életpályája
Elmondása szerint újságírással már diákként, a középiskolában és az egyetemi lapokban, illetve kábeltévéknél is próbálkozott. Civilként számos környezetvédelmi és békepárti megmozdulás szervezője volt, 1998-ban a Duna Kör elnökségébe is beválasztották . Barátaival gimnazistaként természetvédő egyesületet alapított és a Naszályban, Kosd határában ma is működő bakancsos kulcsosházat építettek (Bozótvölgy Kulcsosház).
Egyetemi tanulmányait a Pázmány Péter Katolikus Egyetem Bölcsészet- és Társadalomtudományi Karának, majd a Szegedi Tudományegyetem Budapesti Média Intézetének kommunikáció szakán hallgatta. Diplomamunkáját az SZTE-n Hogyan vált a sajtószabadság a sajtójog túszává Magyarországon? címmel írja és védte meg.
21 évesen a Napi Magyarország újságírója lett, ahol oknyomozó írásokat is készíthetett. 2000. április 17-én többek között az ő és Villányi Károly “Guruló schillingek” című cikksorozatával indult el az átalakított, új Magyar Nemzet. 2006-ban a Hír TV-ben elindult a Civil kaszinó című műsora, ahol a politikával nem hivatásszerűen foglalkozó  vendégekkel beszélték ki a közéleti eseményeket. 2009-ben Stefka István főszerkesztő hívására a Magyar Hírlap főszerkesztő-helyettese, az Echo TV Hangos többség című műsorának vezetője lett.
2012-ben Szenvedi Zoltán kollégájával - elmondása szerint - egy pesti garzonlakásban megalapították a PestiSrácok.hu hírportált. A 2015-ös G-nap után a fordulatot nem vállaló, a Simicska Lajos érdekeltségébe tartozó médiumoktól távozók oldalán ő maga és a PestiSrácok.hu is aktív szerepet vállal. Így a Karc FM és az Echo TV műsorvezetője lett, majd 2018. nyarán részt vett a Hír TV "visszafoglalásában", ahol aztán a Sajtóklub és a Szabadfogás című műsorok állandó arcaként is dolgozott.
2020-ban a PestiSrácok.hu szerkesztősége új vállalkozásba foghatott a Pesti TV elindításával, amelynek Huth Gergely a programigazgatója lett. A Pesti TV 2022. júniusi bezárása után a PestiSrácok.hu főszerkesztőjeként folytatta.
A dokumentumfilmezésbe is belevágott, a Lejáratás és bomlasztás című alkotás után a Szétszakadt Magyarország a Médiatanács különdíját is kiérdemlte. A halál népbiztosa című dokumentum-játékfilm elkészítésében társrendezőként és producerként működött közre. 
A nemzeti összetartozás erősítéséért végzett munkájáért a székelyföldi Oklándon a Tiszteletbeli székelyek közösségébe választják, 2017-ben a Corvin közi szabadságharcosokat tömörítő 1956-os Pesti Srác Alapítvány '56 szellemének életben tartásáért Pesti Srác Díjjal becsülte meg, 2019-ben a Fővárosi Önkormányzat döntésére Tarlós István főpolgármester Csengery Antal-díjjal tüntette ki. 2021-ben kiérdemlte a Médianéző Központ  kuratóriumának “Jótollú újságíró” díját, illetve ugyanabban az évben “a számos nemzeti ügy felkarolását és képviseletét, valamint a határon túli magyarság életének bemutatását is szívügyének tekintő, példaértékű újságírói és televíziós tevékenysége elismeréseként” átvehette a Magyar Érdemrend lovagkeresztjét.
Huth Gergely nős, négy gyermek édesapja. Testvére Mező Gábor író, kutató.

## Kitüntetése
- A Magyar Érdemrend lovagkeresztje (2021)